# Cimerak (plaats)
Cimerak is een bestuurslaag in het regentschap Ciamis van de provincie West-Java, Indonesië. Cimerak telt 3790 inwoners (volkstelling 2010).